# Soufyane Mebarki
Pour les articles homonymes, voir Mebarki.
 (décembre 2018).
Si vous disposez d'ouvrages ou d'articles de référence ou si vous connaissez des sites web de qualité traitant du thème abordé ici, merci de compléter l'article en donnant les références utiles à sa vérifiabilité et en les liant à la section « Notes et références ».
Soufyane Mebarki est un footballeur algérien né le 13 mai 1986 à Maghnia dans la banlieue de Tlemcen. Il évolue au poste de défenseur au WA Tlemcen.

## Biographie
Il joue environ 80 matchs en première division algérienne entre 2009 et 2013, avec les équipes du CR Belouizdad et du WA Tlemcen.
Il participe à la Coupe de la CAF avec le CR Belouizdad.